# Троекуров, Василий Михайлович
Князь Василий Михайлович Троекуров — голова и воевода во времена правления Ивана IV Васильевича Грозного.
Из княжеского рода Троекуровы. Старший сын князя Михаила Михайловича Троекурова. Имел младшего брата, боярина и князя Фёдора Михайловича.

## Биография
В октябре 1550 года записан в третью статью московских детей боярских. В 1559 году второй воевода в Коломне, откуда послан воеводой в Тихую сосну, а в декабре за разбитие крымцев пожалован золотым угорским. В 1560 году первый голова при боярине и князе Андрее Михайловиче Курбском в походе под Вильян, а по взятии города послан первым воеводой под Кесь по рижской дороге к трём городкам. В 1567 году четвёртый воевода, а в 1568 году первый воевода в Полоцке.
По родословной росписи показан бездетным.